# Chrysler VZ-6
Le Chrysler VZ-6 était un ADAV expérimental à soufflantes carénées, conçu pendant les années 1950 par le constructeur automobile américain Chrysler pour la compétition de l'United States Army visant à acquérir une « Jeep volante »,, publié en 1957 par l'US Army Transportation Research Command.

## Conception et développement
Commandés en 1958, deux exemplaires du VZ-6 furent construits, portant les numéros de série 58-5506 et 58-5507. L'appareil était un véhicule de forme rectangulaire équipé de deux hélices tripales intégrées à l'avant et à l'arrière, qui lui valut le surnom moqueur de « Flying Soap » (« le savon volant »). Un moteur Lycoming de 500 ch (367,7 kW) était installé au centre légèrement décalé vers la droite, à côté de l'emplacement réservé pour le pilote sur la gauche, et entraînait les deux soufflantes carénées via des arbres de transmission. L'engin était également doté de jupes souples en caoutchouc autour de sa partie basse, similaires à celles d'un aéroglisseur.

## Histoire opérationnelle
Testé en parallèle avec deux autres projets de Jeep volante — les Piasecki VZ-8 AirGeep et Curtiss-Wright VZ-7 —, le VZ-6 démarra ses essais en vol en étant assisté par des câbles de retenue dès 1959, mais ces tests démontrèrent qu'il était trop lourd et manquait de puissance, étant également sujet à de sérieux problèmes de stabilité. Au cours du premier essai de vol non captif, le premier prototype se retourna et s'écrasa, devenant irréparable, mais le pilote parvint heureusement à s'en tirer sans blessure grave. Les deux exemplaires furent envoyés à la destruction en 1960.
L'US Army décida finalement que « le concept de Jeep volante [était] inadapté au champ de bataille moderne » et se focalisa sur le développement d'hélicoptères conventionnels. Les deux autres compétiteurs connurent le même sort que le VZ-6 et furent abandonnés dès le début des années 1960.

## Spécifications techniques
Données de Aerofiles, « US Army Aircraft Since 1947 ».
Caractéristiques générales
- Équipage : 1 pilote
- Longueur : 6,55 m
- Hauteur : 1,57 m
- Masse typique : 1 089 kg (2 400 lb)
- Moteur : 1  moteur à pistons Lycoming de type inconnu (probablement Lycoming O-580-1) de 500 ch (367,7 kW)
- Hélices : 2 soufflantes carénées tripales
  - Diamètre hélice : 2,59 m

 Performances 

### Articles de presse
- (en) Stephen Harding, « Flying Jeeps : The US Army's Search for the Ultimate 'Vehicle' », Air Enthusiast, Stamford, Lincs, Royaume-Uni, Key Publishing, no 73,‎ janvier/février 1998 (ISSN 0143-5450).